# Ванвеген
Ванвеген (нем. Wahnwegen) — община в Германии, в земле Рейнланд-Пфальц. 
Входит в состав района Кузель. Подчиняется управлению Глан-Мюнхвайлер.  Население составляет 712 человек (на 31 декабря 2010 года). Занимает площадь 4,64 км².